# Elsa Loewenthal
Elsa Einstein (18 de gener de 1876 – 20 de desembre de 1936) va ser cosina per partida doble i segona esposa d'Albert Einstein.

## Vida primerenca
Nascuda el 18 de gener de 1876 en Hechingen, Alemanya. Filla de Rudolf Einstein, un fabricant de tèxtils. Tenia dues germanes: Paula (c. 1878–c. 1955) i Hermine (1872-1942).
Elsa Einstein es va casar el 1896 amb el comerciant tèxtil Max Löwenthal (1864–1914), amb qui va tenir tres fills: Ilse, Margot i un fill home que va néixer i va morir el 1903.
En 1902, Max Löwenthal prengué un treball a Berlín, deixant a Elsa i filles en Hechingen. S'acabaren divorciant l'11 de maig de 1908, i es mudà amb les seves filles a un departament a Berlín.

## La seva vida amb Albert Einstein
Començà la seva relació amb Albert Einstein en la Pasqua de 1912, mentre Albert encara romania casat amb la seva primera esposa, la física Mileva Maric. El divorci d'Albert i Mileva finalment es dugué a terme el 14 de febrer de 1919, i el matrimoni entre Albert i Elsa s'efectuà el 2 de juny de 1919.
Encara que Albert i Elsa no van tenir fills propis, Albert va criar a les filles d'Elsa com a seves, vivint a Berlín i en una casa d'estiu en Brandenburg, propera a Potsdam.

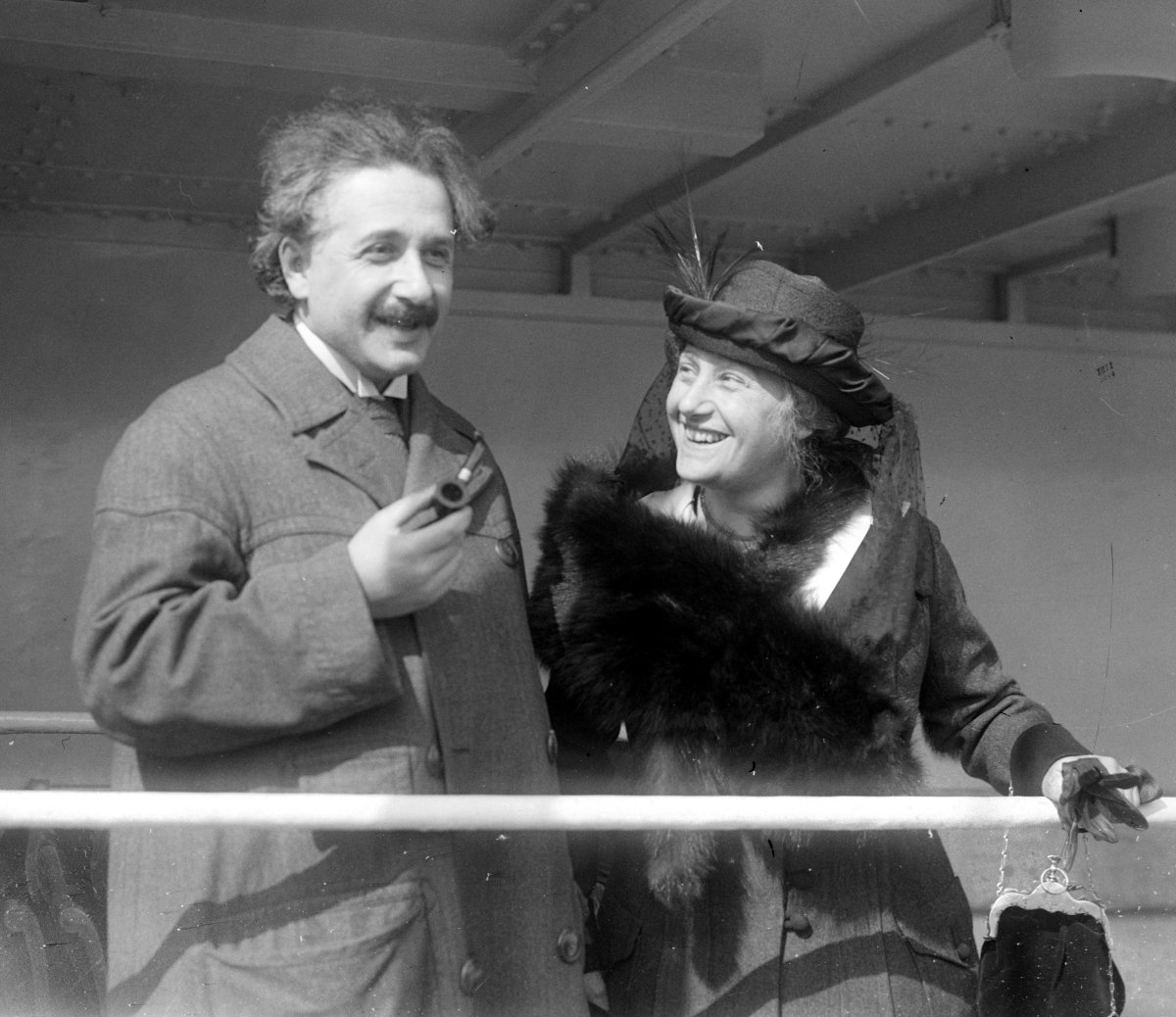
Elsa Einstein amb el seu marit

## Els seus últims anys
En 1933, Elsa i la seva família emigraren a Princeton, Nova Jersey als Estats Units, i en la tardor de 1935 es mudaren a una casa situada sobre Mercer Street, encara que poc després va ser diagnosticada amb problemes de cor i ronyó. Elsa morí després d'una dolorosa malaltia el 20 de desembre de 1936.